# Стадион Фријули
Стадион Фријули (итал. Stadio Friuli) је вишенаменски стадион у Удинама, Италија. На њему као домаћин игра ФК Удинезе.

## Технички подаци
Фријули се налази у Рици, четири километра од центра Удина.
Отворен је 1976. као замена за стари стадион Морети. кад је изграђен стадион је могао да прими и до 52 хиљаде гледалаца због више стајаћих места, а стадион данас има максималан капацитет од 41.652 места, али је капацитет тренутно ограничен на 30.667 гледалаца. Као и већина италијанских стадиона, у власништву је локалне општине.
На стадиону се налазе и хале за мачевање, гимнастику, борилачке вештине и атлетику, као и теретену унутар главне трибине.

## Важни догађаји
Фријули је био домаћин три утакмице групе Е на Светском првенству фудбалу 1990.: Уругвај-Шпанија (0:0), Јужна Кореја-Шпанија (1:3) и Јужна Кореја-Уругвај (0:1).
Фудбалска репрезентација Италије је на њему одиграла шест утакмица, три пријатељске, по једну у квалификацијама за Европско првенство 1996. и 2000. и једну у квалификацијама за Светско првенство 2010.. Забележила је пет победа и један нерешен резултат.
Године 2005. УЕФА је одобрила да се на стадиону играју утакмице Лиге шампиона, где је Удинезе учествовао у сезони 2005/06.
Многе велике светске музичке звезде су на овом стадиону одржале концерте, а неки од њих су Бон Џови, Ејси диси, Колдплеј, Мадона, Бритни Спирс, Пинк Флојд, Стинг итд.